# Polilejki
Polilejki (biał. Палялейкі; ros. Полелейки) – wieś na Białorusi, w obwodzie witebskim, w rejonie szarkowszczyńskim, w sielsowiecie Radziuki.

## Historia
W czasach zaborów ówczesny folwark w granicach Imperium Rosyjskiego.
W dwudziestoleciu międzywojennym folwark a następnie kolonia leżała w Polsce, w województwie wileńskim, w powiecie duniłowickim (od 1926 postawskim), w gminie Łuck (od 1927 gmina Kozłowszczyzna) a następnie w gminie Szarkowszczyzna.
Według Powszechnego Spisu Ludności z 1921 roku zamieszkiwały tu 172 osoby, 29 było wyznania rzymskokatolickiego, 143 prawosławnego. Jednocześnie 158 mieszkańców zadeklarowało polską przynależność narodową, a 14 białoruska. Było tu 33 budynków mieszkalnych. W 1931 w 37 domach zamieszkiwało 180 osób.
Miejscowość należała do parafii rzymskokatolickiej i prawosławnej w Szarkowszczyźnie. Podlegała pod Sąd Grodzki w Głębokiem i Okręgowy w Wilnie; właściwy urząd pocztowy mieścił się w Szarkowszczyźnie.